# جاسمین استیتس (فلوریدا)
جاسمین استیتس (به انگلیسی: Jasmine Estates) یک منطقهٔ مسکونی در ایالات متحده آمریکا است که در شهرستان پاسکو، فلوریدا واقع شده‌است. جاسمین استیتس ۹٫۵ کیلومتر مربع مساحت و ۱۸٬۹۸۹ نفر جمعیت دارد و ۱ متر بالاتر از سطح دریا قرار دارد.